# Superliga 2008-2009 (Serbia)
La SuperLiga 2008-2009 (detta anche Jelen SuperLiga per motivi di sponsorizzazione) è stata la terza edizione della massima serie del campionato serbo di calcio. La stagione è iniziata il 16 agosto 2008 ed è terminata il 30 maggio 2009. Il Partizan ha vinto il titolo per la seconda volta consecutiva.

## Formula
La squadra campione di Serbia ha il diritto a partecipare alla UEFA Champions League 2009-2010, partendo dal primo turno preliminare.

La squadra classificata al secondo posto viene ammessa alla UEFA Europa League 2009-2010, partendo dal primo turno preliminare.

La squadra classificata al terzo posto viene ammessa alla UEFA Europa League 2009-2010, partendo dal secondo turno preliminare.

In previsione dell'allargamento a 16 squadre del campionato, retrocede alla categoria inferiore solo l'ultima in classifica.

## Squadre partecipanti
- Banat Zrenjanin
- Borac Čačak
- Čukarički Stankom
- Hajduk Kula
- Jagodina
- Javor Ivanjica

- Napredak Kruševac
- OFK Belgrado
- Partizan (C)
- Rad Belgrado
- Stella Rossa
- Vojvodina

Il Banat Zrenjanin, pur essendo stato retrocesso nel campionato della stagione precedente, venne ripescato a seguito della rinuncia alla massima serie da parte del Mladost Lučani.

## Classifica Finale
|  |     | Classifica Finale 2008-2009 | Pt | G  | V  | N  | P  | GF | GS | DR  |
|  | --- | --------------------------- | -- | -- | -- | -- | -- | -- | -- | --- |
|  | 1.  | Partizan                    | 80 | 33 | 25 | 5  | 3  | 63 | 15 | +48 |
|  | 2.  | Vojvodina                   | 61 | 33 | 18 | 7  | 8  | 46 | 25 | +21 |
|  | 3.  | Stella Rossa                | 59 | 33 | 17 | 8  | 8  | 59 | 32 | +27 |
|  | 4.  | Javor Ivanjica              | 53 | 33 | 13 | 14 | 6  | 39 | 27 | +12 |
|  | 5.  | Borac Čačak                 | 40 | 33 | 9  | 13 | 11 | 28 | 35 | -7  |
|  | 6.  | Hajduk Kula                 | 38 | 33 | 9  | 11 | 13 | 23 | 34 | -11 |
|  | 7.  | Napredak Kruševac           | 38 | 30 | 8  | 14 | 8  | 28 | 37 | -9  |
|  | 8.  | Rad Belgrado                | 36 | 33 | 7  | 15 | 11 | 27 | 35 | -8  |
|  | 9.  | Čukarički                   | 35 | 33 | 9  | 8  | 16 | 30 | 39 | -9  |
|  | 10. | Jagodina                    | 34 | 33 | 10 | 4  | 19 | 28 | 47 | -19 |
|  | 11. | OFK Belgrado                | 33 | 33 | 8  | 9  | 16 | 28 | 54 | -26 |
|  | 12. | Banat Zrenjanin             | 31 | 33 | 7  | 10 | 16 | 21 | 40 | -19 |

### Classifica marcatori
| Calciatore     | Gol | Squadra           |
| -------------- | --- | ----------------- |
| Lamine Diarra  | 19  | Partizan          |
| Nenad Milijaš  | 18  | Stella Rossa      |
| Dragan Mrđa    | 13  | Vojvodina         |
| Nikola Simić   | 12  | Javor Ivanjica    |
| Almami Moreira | 9   | Partizan          |
| Eugene Sepuja  | 9   | Čukarički Stankom |
| Dušan Tadić    | 9   | Vojvodina         |